# 大眼裸燈魚
大眼裸灯鱼（学名：Gymnoscopelus piabilis）为輻鰭魚綱燈籠魚目灯笼鱼科裸灯鱼属的其中一種，分布於南半球亞熱帶至南極間海域，屬深海魚類，體長可達14.6公分。

## 扩展阅读
維基物種上的相關：大眼裸灯鱼